# Administrativní dělení Skotska

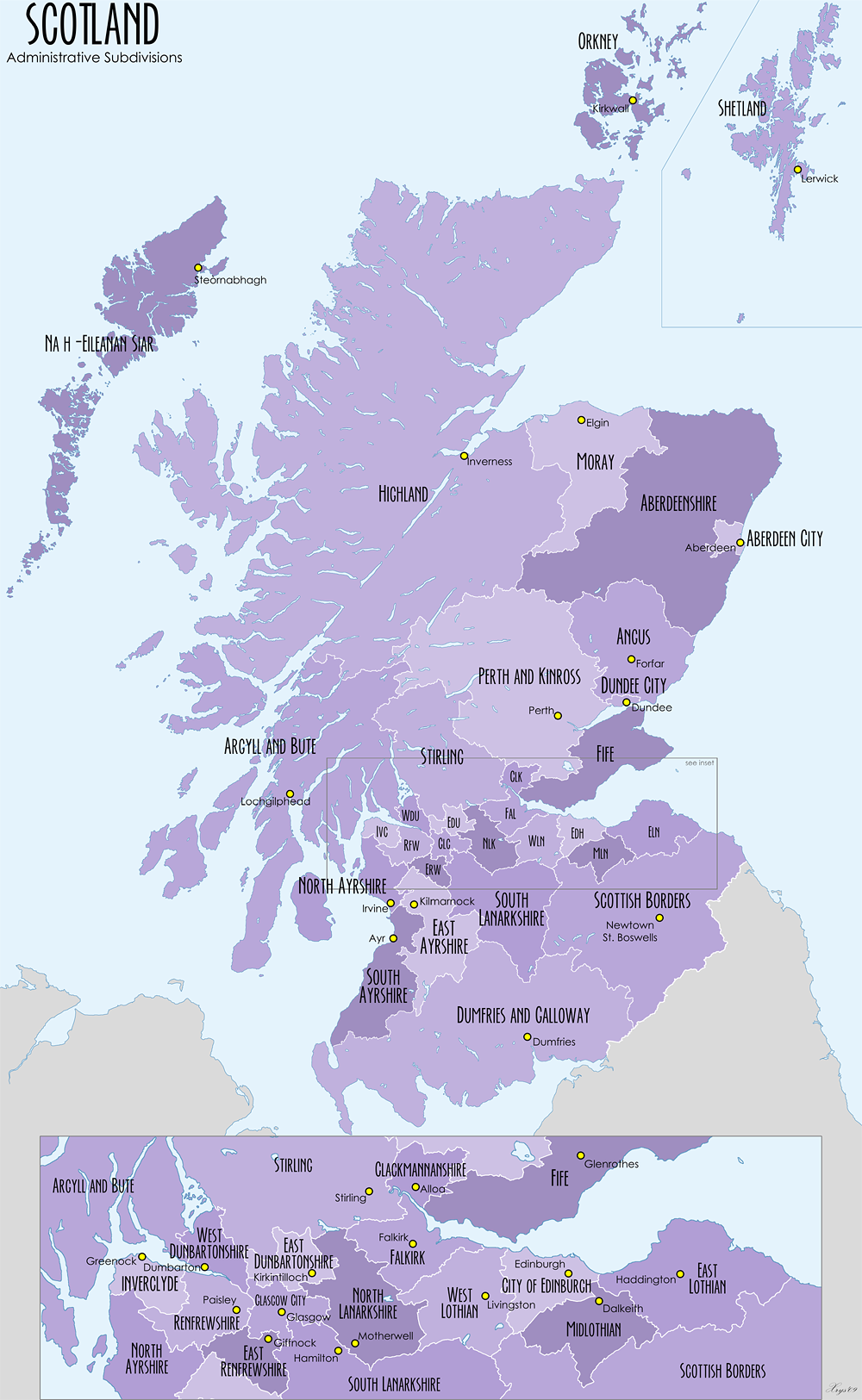
Mapa správních oblastní

Skotsko je jednou ze zemí Spojeného království Velké Británie a Severního Irska. Rozkládá se v severní části ostrova Velká Británie a na přilehlých menších ostrovech (především Orkneje, Shetlandy, Vnější a Vnitřní Hebridy). Od roku 1996 sestává z 32 správních oblastí. Nejvyšší koncentrace obyvatelstva je v jižní části Skotska mezi městy Glasgow a Edinburgh.

## Přehled správních oblastí
| Správní oblast                      | Rozloha (km²) | Obyvatelstvo (rok 2017) | Hustota zalidnění (obyv./km²) |
| ----------------------------------- | ------------- | ----------------------- | ----------------------------- |
| Aberdeen                            | 186           | 228 800                 | 1 232                         |
| Aberdeenshire                       | 6 313         | 261 800                 | 41                            |
| Angus                               | 2 182         | 116 280                 | 53                            |
| Argyll a Bute                       | 6 909         | 86 810                  | 13                            |
| Clackmannanshire                    | 159           | 51 450                  | 324                           |
| Dumfries a Galloway                 | 6 427         | 149 200                 | 23                            |
| Dundee                              | 60            | 148 710                 | 2 486                         |
| Edinburgh                           | 263           | 513 210                 | 1 949                         |
| Falkirk                             | 297           | 160 130                 | 538                           |
| Fife                                | 1 325         | 371 410                 | 280                           |
| Glasgow                             | 175           | 621 020                 | 3 555                         |
| Highland                            | 25 657        | 235 180                 | 9                             |
| Inverclyde                          | 160           | 78 760                  | 491                           |
| Jižní Ayrshire                      | 1 222         | 112 680                 | 92                            |
| Jižní Lanarkshire                   | 1 772         | 318 170                 | 180                           |
| Moray                               | 2 238         | 95 780                  | 43                            |
| Na h-Eileanan Siar (Vnější Hebridy) | 3 059         | 26 950                  | 9                             |
| Orkneje                             | 989           | 22 000                  | 22                            |
| Perth a Kinross                     | 5 286         | 151 100                 | 29                            |
| Scottish Borders                    | 4 732         | 115 020                 | 24                            |
| Severní Ayrshire                    | 885           | 135 790                 | 153                           |
| Severní Lanarkshire                 | 470           | 339 960                 | 723                           |
| Shetlandy                           | 1 468         | 23 080                  | 16                            |
| Stirling                            | 2 187         | 94 000                  | 43                            |
| Střední Lothian                     | 354           | 90 090                  | 255                           |
| Renfrewshire                        | 261           | 176 830                 | 676                           |
| Východní Ayrshire                   | 1 262         | 121 940                 | 97                            |
| Východní Dunbartonshire             | 174           | 108 130                 | 620                           |
| Východní Lothian                    | 679           | 104 840                 | 154                           |
| Východní Renfrewshire               | 174           | 94 760                  | 544                           |
| Západní Dunbartonshire              | 159           | 89 610                  | 564                           |
| Západní Lothian                     | 428           | 181 310                 | 424                           |
| CELKEM SKOTSKO                      | 77 911        | 5 424 800               | 70                            |

## Správní členění pro ostatní účely

### Policejní a požární obvody
- Střední Skotsko
- Dumfries a Galloway
- Fife
- Grampian
- Lothian & Borders
- Severní (pro hasiče Highland & Islands)
- Strathclyde
- Tayside

### Volební a daňové obvody
- Ayrshire
- Borders
- Střední Skotsko
- Dumfries a Galloway
- Dunbartonshire a Argyll & Bute
- Fife
- Grampian
- Glasgow
- Highlands a Západní ostrovy
- Lanarkshire
- Lothian
- Orkneje a Shetlandy
- Renfrewshire
- Tayside

### Zdravotnické obvody
- Argyll a Clyde
- Ayrshire a Arran
- Borders
- Forth Valley
- Dumfries a Galloway
- Fife
- Grampian
- Velké Glasgow
- Highland
- Lanarkshire
- Lothian
- Orkneje
- Shetlandy
- Tayside
- Západní ostrovy